# Eötvös József (zenész)
Eötvös József (Pécs, 1962. október 15. –) Artisjus- és Liszt Ferenc-díjas magyar gitárművész, zeneszerző, a budapesti Liszt Ferenc Zeneművészeti Egyetem tanszékvezető egyetemi tanára.

## Életrajzi adatok
Szülővárosában kezdte zenei tanulmányait, majd Budapesten, a Bartók Béla Zeneművészeti Szakközépiskola diákjaként folytatta. A weimari Liszt Ferenc Zeneművészeti Főiskolán Roland Zimmer növendékeként végzett, ugyanott Franz Justtól zeneszerzést is tanult. Az 1980-as évek közepétől tűnt fel több nemzetközi verseny győzteseként. Már ekkor számtalan európai és ázsiai országban koncertezett, készített felvételeket.
1987-ben a Pécsi Művészeti Szakközépiskolán valamint a Zeneművészeti Főiskola pécsi tagozatán ő alapította a gitár tanszakot és a pécsi Nevelők Házában a máig működő Pécsi Gitárklubot.
2002-től a budapesti Liszt Ferenc Zeneművészeti Egyetem tanára, a gitár tanszak zeneakadémiai, egyetemi szintű megalapítója.
2016-tól 2021-ig a Zeneakadémia vonós tanszékének tanszékvezetője.

## Munkássága
A Zeneakadémia tanáraként végzett munkája mellett zenepedagógiai tevékenységet fejt ki mesterkurzusain is, amelyek leginkább a barokk- és a kamarazenére koncentrálnak. Nemzetközi gitárversenyek zsűrijének gyakori tagja. 
1991-től 2009-ig a Szendrey-Karper László Nemzetközi Gitárfesztivál művészeti vezetője, 
2006-tól a Balatonfüredi Nemzetközi Gitárfesztivál megalapítója és művészeti vezetője. Honlap: www.balatongitar.hu 
2013-ban alapította az Eötvös Zeneművészeti Tehetségsegítő Közhasznú Alapítványt, mely szervezet a zenei pályára készülő fiatalokat támogatja, elsősorban mesterhangszerek használatba adásával, Honlap: www.eotvos.org 
2014-től a Zeneakadémián megrendezésre kerülő Budapesti Nemzetközi Gitárverseny és Fesztivál megalapítója és művészeti vezetője. Honlap: www.budapestguitar.com
Koncertjein a hangszer klasszikusai, saját művei és átiratai mellett fontos helyet kap a huszadik századi és kortárs magyar zene is (többek között Kováts Barna, Farkas Ferenc, Hollós Máté, Madarász Iván művei).
Zeneszerzőként saját kompozíciók mellett átiratokat készített Bach, Chopin, Brahms, és Bartók Béla műveiből. Nemzetközi feltűnést keltett Bach Goldberg-variációinak átirata gitárra, amelynek felvétele 1998-ban Japánban „Az év legjobb klasszikus zenei CD-je” elismerésben részesült és a gitáros szaklapok az évszázad átirataként említik.

## Művei

### Saját kompozíciók
- 4 Bagatelles
- 6 Etüd
- Divertimento
- Groteszk
- Menuett
- Sonatine
- Mese Mátyás Királyról
- Három Darab
- Collector
- Heroic Times
- Remembrances
- Sonatina
- Suite 2 Fuvolára
- Suite Fagott duóra
- Ice Drops
- Willow Variációk, (Editions Orphée, Columbus Ohio, 1991)
- Öt Aforizma (Trekel Verlag, Hamburg, 1997)
- Tollpihék (Trekel Verlag, Hamburg, 2000)
- Mohácsi szvit
- Karácsonyi Képeslapok
- Rotenburg szvit
- Barokk impressziók

### Átiratok
- J. S. Bach: Goldberg-variációk
- J. S. Bach: Luth Works
- Chopin zongoraművei
- Brahms: Magyar táncok
- Bartók: Gyermekeknek sorozat
- Bartók: Román népi táncok
- Bartók: Este a székelyeknél
- Bartók: Medvetánc
- Bartók: Allegro Barbaro

### Hangfelvételei
- J.S.Bach: Goldberg Variations
- F. Chopin: Vol.1
- J.S.Bach: Luth works
- F. Chopin: Vol.2
- J. Brahms: Hungarian Dances
- J.S.Bach: The Art of Fugue
- B. Bartók: Piano Works on Guitar

### Könyv
- Gondolatok J. S. Bach zenéjéről és lantműveinek előadásáról (felsőoktatási tankönyv, Pécsi Tudományegyetem, 2006)[1]
- How to play Bach (angol nyelvű kiadás)

## Elismerések
- 2002: Artisjus-díj
- 2004: Liszt Ferenc-díj
- 2010: Artisjus-díj